# ストリクトリー・パーソナル
『ストリクトリー・パーソナル』（Strictly Personal）は、ドン・ヴァン・ヴリートが率いるキャプテン・ビーフハート・アンド・ヒズ・マジック・バンドが1968年に発表した2作目のアルバムである。

## 解説

### 経緯
キャプテン・ビーフハート・アンド・ヒズ・マジック・バンドは、デビュー・アルバム『セイフ・アズ・ミルク』の制作後、脱退したライ・クーダー（ギター）の後釜にジェフ・コットンを迎えて、1967年の10月と11月に"It Comes To You In A Plain Brown Wrapper"と名付けた新作アルバムを制作した。しかしブッダ・レコードはこの制作を中止させ、彼等が録音した音源を全てお蔵入りにした。
当時イギリスではジョン・ピールが輸入盤としてのみ販売されていた『セイフ・アズ・ミルク』に注目して、海賊放送局のラジオ・ロンドンの深夜番組"The Perfumed Garden"やBBCに新設されたポップ・ミュージックの放送局であるラジオ1の音楽番組"Top Gear"で頻繁に放送したので、キャプテン・ビーフハート・アンド・ヒズ・マジック・バンドは急速に有名になりレコード・ミラー誌に「イギリスで最も有名なアメリカのグループの一つ」とまで呼ばれた。彼等はアメリカでは西海岸の地方グループに過ぎず東海岸で演奏したことすらなかったが、イギリスでの評判を受けて1968年1月18日にロンドンに行き、様々なライブ活動を行なった。さらにフランスのカンヌに行き、ブッダ・レコードに所属する他のミュージシャンやバンドと共に国際音楽産業見本市のMIDEMに参加した。しかしブッダ・レコードはバブルガム・ポップを商売の要とする方針を取り、カンヌから帰国した彼等との契約を解除した。
『セイフ・アズ・ミルク』をプロデュースし、 "It Comes To You In A Plain Brown Wrapper"の制作でもプロデューサーの役割を果たしていたボブ・クラスノウは、ブッダ・レコードが差し押さえた音源に代わるものを彼等に新たに録音させて自分が設立したブルー・サム・レコードから発表することにした。彼等は1968年4月から5月にかけての8日間、クラスノウが予約したハリウッドのサンセット・サウンド・レコーダーズで本作を録音した。しかし、その少し前にヴァン・ヴリートが警察に逮捕勾留されたこともあって、リハーサルが殆んどできなかったまま録音に臨んだので、ヴァン・ヴリートやメンバーは"It Comes To You In A Plain Brown Wrapper"の録音に比べて出来映えは劣っていたと感じた。
彼等は本作の録音を終えると再びイギリスとヨーロッパに渡ってライブ活動を行なった。帰国後、ギタリストのアレックス・セント・クレアとベーシストのジェリー・ハンドレーが相次いで脱退して、オリジナル・メンバーはヴァン・ヴリートだけになった。セント・クレアの後任にはメンバーのジョン・フレンチやコットンの知り合いだった当時19歳のビル・ハークルロードが6月末に選ばれた。ヴァン・ヴリートはハンドレーの後任として、元ライジング・サンズのベーシストで『セイフ・アズ・ミルク』のデモ・テープのレコーディング・エンジニアを務めたゲイリー・マーカーを勧誘したが、マーカーは正式メンバーになることを断わって仮契約を結んで加入した。
この年、フランク・ザッパはインディーズ・レーベルのビザール・レコードとストレイト・レコードを設立した。ヴァン・ヴリートは旧友のザッパに制作の自由を保障された上でストレイト・レコードへの移籍を勧められ、クラスノウやブルー・サム・レコードと決別した。そして8月、ヴァン・ヴリート、コットン（ギター）、ハークルロード（ギター）、フレンチ（ドラムス）の正式メンバーにマーカー（ベース・ギター）を加えた顔ぶれは、サンセット・サウンド・レコーダーズにザッパをプロデューサーに迎えて、新曲'Moonlight on Vermont'と'Veteran's Day Poppy'を録音した。さらに彼等は、未発表だった本作を制作し直すために、収録曲の「キャンディ・コーン」を再録音したが、これは未完成に終わった。
10月、ブルー・サム・レコードから本作が発表された。収録曲の数曲にフェイザーによる大きな音響効果が施されており、ヴァン・ヴリートはクラスノウが自分の同意を得ずに勝手に音響効果を加えて作品を台無しにしたと、公にクラスノウを批判した。ハークルロードは、ヴァン・ヴリートは従兄弟のヴィクター・ヘイデンから教えられるまで本作が発売されたことを知らずへイデンが持参したアルバムを聴いて激怒した、と著書に記した。一方、マーカーは、ヴァン・ヴリートが自分の家に持ってきて聴かせてくれた音源には音響効果が施されており彼はそれを気に入っていた、と述べ、ヴァン・ヴリートの才能を讃えていたクラスノウが彼に無断でそのようなことをすることは考えにくいとした。真実は不明である。

### 内容
「セイフ・アズ・ミルク」、「トラスト・アス」、「オン・トゥモロウ」、「ギミー・ダット・ハープ・ボーイ」、「キャンディ・コーン」は、1967年の10月と11月の"It Comes To You In A Plain Brown Wrapper"の制作時に録音された曲の再録音版である。
ジャケットは、茶色の包装紙に差出人名が25th Century Quakerで受取人名がCaptain Beefheart and His Magic Bandと記されて、Strictly Personalという印とメンバーの顔写真を印刷した切手が押された郵便物を模している。彼等は"It Comes To You In A Plain Brown Wrapper"を、Captain Beefheart and His Magic Bandによる綿密なスタジオ録音の部と、25th Century Quakerという架空のバンドによるアヴァンギャルド・ブルースの即興演奏の部からなる二部構成にするように計画していた。ジャケットはこの計画の名残りであろう。

## 収録曲
作詞・作曲は全曲Don Van Vlietによる。邦題は日本盤CDに準拠。

### オリジナルLP
| #         | タイトル                                                               | 作詞  | 作曲・編曲 | 時間 |
| --------- | ---------------------------------------------------------------------- | ----- | ---------- | ---- |
| 1.        | 「アー・フィール・ライク・アーシッド Ah Feel Like Ahcid」              |       |            | 3:05 |
| 2.        | 「セイフ・アズ・ミルク Safe as Milk」                                  |       |            | 5:27 |
| 3.        | 「トラスト・アス Trust Us」                                            |       |            | 8:09 |
| 4.        | 「サン・オブ・ミラー・マン - ミア・マン Son of Mirror Man - Mere Man」 |       |            | 5:20 |
| 合計時間: | 合計時間:                                                              | 22:01 |            |      |

| #         | タイトル                                                                           | 作詞  | 作曲・編曲 | 時間 |
| --------- | ---------------------------------------------------------------------------------- | ----- | ---------- | ---- |
| 1.        | 「オン・トゥモロウ On Tomorrow」                                                   |       |            | 3:27 |
| 2.        | 「ビートル・ボーンズ・ン・スモーキン・ストーンズ Beatle Bones 'n' Smokin' Stones」 |       |            | 3:18 |
| 3.        | 「ギミー・ダット・ハープ・ボーイ Gimme Dat Harp Boy」                              |       |            | 5:05 |
| 4.        | 「キャンディ・コーン Kandy Korn」                                                  |       |            | 5:06 |
| 合計時間: | 合計時間:                                                                          | 16:56 |            |      |

### CD
| #         | タイトル                                                                           | 作詞  | 作曲・編曲 | 時間 |
| --------- | ---------------------------------------------------------------------------------- | ----- | ---------- | ---- |
| 1.        | 「アー・フィール・ライク・アーシッド Ah Feel Like Ahcid」                          |       |            | 3:05 |
| 2.        | 「セイフ・アズ・ミルク Safe as Milk」                                              |       |            | 5:27 |
| 3.        | 「トラスト・アス Trust Us」                                                        |       |            | 8:09 |
| 4.        | 「サン・オブ・ミラー・マン - ミア・マン Son of Mirror Man - Mere Man」             |       |            | 5:20 |
| 5.        | 「オン・トゥモロウ On Tomorrow」                                                   |       |            | 3:27 |
| 6.        | 「ビートル・ボーンズ・ン・スモーキン・ストーンズ Beatle Bones 'n' Smokin' Stones」 |       |            | 3:18 |
| 7.        | 「ギミー・ダット・ハープ・ボーイ Gimme Dat Harp Boy」                              |       |            | 5:05 |
| 8.        | 「キャンディ・コーン Kandy Korn」                                                  |       |            | 5:06 |
| 合計時間: | 合計時間:                                                                          | 38:57 |            |      |

## 参加ミュージシャン
- キャプテン・ビーフハート　Don Van Vliet – ヴォーカル、ハーモニカ
- アレックス・セント・クレア　Alex St. Clair – ギター
- ジェフ・コットン　Jeff Cotton – ギター
- ジェリー・ハンドレー　Jerry Handley – ベース・ギター
- ジョン・フレンチ　John French – ドラムス